# Vladislavské zřízení zemské
Vladislavské zřízení zemské je zemský zákoník či jinak zemské zřízení vydaný roku 1500 – oficiálně jako Zemská zřízení království českého. Jde o první kodifikaci českého zemského práva. Při jeho vytvoření měla silné slovo šlechta, které se podařilo zformulovat své výsadní postavení v Českém království na úkor panovníka a měšťanstva.

## Charakteristika
Vladislavské zřízení zemské vzniklo za vlády Vladislava II. Jagelonského (1456–1516) a tradičně bývá uváděno jako důkaz slabosti panovníka, neboť důsledkem tohoto zřízení je významné omezení královské moci.
Autorem a tvůrcem ducha zákona byl odpůrce politického vzestupu městského stavu královský prokurátor Albrecht Rendl z Oušavy. V zákoníku byla rozvinuta koncepce, že královská města jsou poddanými krále a nejsou tudíž rovnocenným partnerem šlechty. Zřízení mělo 554 článků, bylo v něm obsaženo mnoho ustanovení starobylého rázu, aby šlechta vyvolala dojem, že jen kodifikuje dávno nabytá práva. Rozhodující pro výběr právních předpisů, které byly do Vladislavského zřízení zařazeny, byly především potřeby politické, tedy právní zakotvení ústavních vztahů mezi králem a stavy a mezi stavy navzájem.
Vydání zákoníku umožnilo šlechtě, aby v dalším politickém boji s městským stavem vystupovala jako obhájce zákonnosti a starých práv, za jejichž shrnutí nový zákoník prohlašovala. Nově vzniklá situace po roce 1500 dává převahu šlechtě a města musí těžce bojovat o dosažení ztracených pozic. Nejde jim však o výsadní postavení, jejich politika je defenzivní a pasivní, snaží se zejména udržet svá hospodářská práva, právo třetího hlasu na sněmech a výlučnou soudní pravomoc městských soudů nad měšťany.
Zákoník se svým způsobem přijetí lišil od obdobných zemských zřízení sousedních zemí. Zatímco v sousedních zemích vydával zemské zřízení zeměpán, který do jisté míry vzal v úvahu zájmy stavů své země, v Čechách tomu bylo naopak. Zde rozhodovaly o zemském zřízení privilegované stavy, které podle vlastního uvážení zohlednily zájmy svého panovníka. Stavovská formulace královské moci byla samozřejmě v podstatě převážně limitující a přinášela zásadní omezení moci panovníka.

## Obsazení nejvyšších zemských úřadů v českém království (r. 1500)
n. = nejvyšší
N. purkrabí – Jan Jenec z Janovic
N. hofmistr – Vilém II. z Pernštejna
N. komorník – Jindřich IV. z Hradce
N. sudí – Půta Švihovský z Rýzmberka
N. kancléř – Jan ze Šelmberka
N. maršálek – Pertolt z Lipé
purkrabí karlštejnský – Zdeněk Lev z Rožmitálu, Heřman z Vojslavic
N. pisař – Mikuláš z Hořic
purkrabí hradeckého kraje – Václav Čič z Nemyčevsi
podkomoří – Albrecht Leskovec z Leskova
N. mincmistr – Bohuš II. Kostka z Postupic

## Pozdější vývoj
Pro potřeby nového krále Ferdinanda I. byl pořízen latinský překlad pod názvem Constitutiones terrae od Racka Doubravského. Zemské zřízení bylo vydáno ještě třikrát a to v roce 1530, kdy byla vydána jen část, ale již nově uspořádána. Dále v roce 1549, kdy došlo k celkovému formálnímu přepracování. Články byly očíslovány a k zemskému zřízení byl připojen obsah a věcný rejstřík. Obsah se změnil pod vlivem neúspěšného stavovského povstání proti Ferdinandu I. Byla posílena instituce panovníka, nedotknutelnost jeho práv a naopak bylo oslabeno postavení stavů. Poslední redakce vyšla v roce 1564 a nepřinesla zásadnější změnu. Platila až do roku 1627, kdy bylo vydáno Obnovené zřízení zemské.
Vedle toho byly v průběhu času do zemského zřízení začleňovány další doplňky. První takový byla v roce 1517 tzv. Svatováclavská smlouva, která řešila spory mezi šlechtou a městy. Roku 1524 to byla Smlouva o ručnicích, která řešila ozbrojování, především užívání střelných zbraní a byla namířena proti volnému ozbrojování poddaných. V roce 1534 bylo připojeno Narovnání o hory a kovy, které upravovalo panovníkův horní regál. Posledním připojeným textem byl traktát královského prokurátora Jakuba Menšíka z Menštejna z roku 1600 O mezích, hranicích, soudu a rozepři mezní, který upravoval spory o hranice pozemků.

### Edice
- KREUZ, Petr; MARTINOVSKÝ, Ivan. Vladislavské zřízení zemské : a navazující prameny (Svatováclavská smlouva a Zřízení o ručnicích). Praha: Scriptorium, 2007. ISBN 978-80-86197-91-3.
- PALACKÝ, František. Archiv český. Svazek V. Praha: Fridrich Tempský, 1862. Dostupné v archivu pořízeném dne 2011-09-23. Kapitola Zřízení zemské králowství českého, s. 5–266. Archivováno 23. 9. 2011 na Wayback Machine.